# Самолетна катастрофа с отбора на „Локомотив Ярославъл“
На 7 септември 2011 г. пътнически самолет „Як-42“ изпълнява международен чартърен полет от летище „Туношна“, Ярославъл, Ярославска област, Русия, до националното летище „Минск“, Минск, Минска област, Беларус, управляван от „ЯК-Сървис“ и обозначен като полет 9633. На борда на машината са играчи и треньори на професионалния отбор по хокей на лед „Локомотив Ярославъл“. В опита си за излитане от Ярославъл самолетът не успява да се издигне достатъчно, удря се в антенна мачта, запалва се и се разбива в река Волга, което води до смъртта на 45 от всички 46 души на борда. Трагедията е известна като „катастрофата на хокейния отбор „Локомотив“.
„Локомотив Ярославъл“, член на Континенталната хокейна лига, е на път за Минск, за да започне сезон 2011/12. Всички играчи от основния състав (с изключение на един) и четирима от младежкия отбор са на борда и загиват при инцидента. Оцелява единствено механикът на самолета, както и един играч, но той умира по-късно от нараняванията си.
Разследването установява, че няколко фактора допринасят за инцидента, включително лоша подготовка, неправилно изчисление на скоростта на излитане от екипажа и неволно натискане на спирачките на колесниците от един от пилотите, който неправилно поставя краката си върху педалите. По-късно е разкрито, че пилотът използва фалшифицирани документи, за да получи разрешение за управление на самолета, и че и двамата членове на екипажа нямат необходимото обучение за управление на „Як-42“. Вадим Тимофеев, заместник-ръководител на „Як-Сервиз“, е обвинен в нарушаване на правилата за безопасност на полетите и осъден на пет години затвор, но амнистиран и не излежава цялата си присъда.